# Wohnungsgrundbuch
Das Wohnungsgrundbuch ist im Grundbuchrecht eine spezielle Form des Grundbuchs, in welchem nicht Grundstücke, sondern das grundstücksgleiche Recht des Wohnungseigentums im Sinne des deutschen Wohnungseigentumsgesetzes (WEG) verzeichnet ist.

## Allgemeines
Das Wohnungsgrundbuch ist ein eigenes Grundbuch und nicht etwa der Bestandteil eines Grundbuchs. Das gemeinschaftliche Wohnungsgrundbuch ist eine Parallele zur Zuschreibung mehrerer Grundstücke auf einem Grundbuchblatt (vgl. § 4 GBO) und unterscheidet sich zur Zuschreibung dadurch, dass die Wohnungseigentumsrechte verschiedenen Personen gehören können. Bei der Aufteilung eines Grundstücks (Stammgrundstück) in Wohnungseigentum wird das Grundbuchblatt des Grundstücks gemäß § 7 Abs. 1 Satz 3 WEG von Amts wegen geschlossen.

## Verfahren
Gleichzeitig legt das Grundbuchamt nach § 7 Abs. 1 WEG von Amts wegen ein besonderes Grundbuchblatt in Form des Wohnungsgrundbuchs an. Grundlage hierfür sind eine Teilungserklärung nach § 8 WEG sowie der Aufteilungsplan und die Abgeschlossenheitsbescheinigung der Baubehörde (§ 7 Abs. 4 Nr. 2 WEG).
Gemäß § 2 Verordnung über die Anlegung und Führung der Wohnungs- und Teileigentumsgrundbücher (Wohnungsgrundbuchverfügung; WGV) ist in der Aufschrift unter die Blattnummer in Klammern das Wort „Wohnungsgrundbuch“ zu setzen; das Bestandsverzeichnis enthält gemäß § 3 WGV den in einem zahlenmäßigen Bruchteil ausgedrückte Miteigentumsanteil an dem Grundstück. Die nachfolgenden drei Abteilungen enthalten gemäß § 4 WGV und § 5 WGV die Belastungen wie ein normales Grundbuch. Insbesondere kann ein Wohnungsgrundbuch in Abteilung III mit Grundschulden, Sicherungsgrundschulden oder Hypotheken belastet werden.

## Teileigentumsgrundbuch
In der Aufschrift ist unter die Blattnummer in Klammern das Wort „Teileigentumsgrundbuch“ zu setzen, wenn sich das Sondereigentum auf nicht zu Wohnzwecken dienende Räume bezieht. Ist mit dem Miteigentumsanteil Sondereigentum sowohl an einer Wohnung als auch an nicht zu Wohnzwecken dienenden Räumen verbunden und überwiegt nicht einer dieser Zwecke offensichtlich, so ist das Grundbuchblatt als „Wohnungs- und Teileigentumsgrundbuch“ zu bezeichnen (§ 2 WGV). Da gemäß § 1 Abs. 6 WEG für das Teileigentum die Vorschriften über das Wohnungseigentum entsprechend gelten, sind auch die Vorschriften der §§ 4 ff. WGV anzuwenden.